# Estación de autobuses de Jerez de la Frontera
La estación de autobuses de Jerez de la Frontera es una estación de autobús interurbano localizada en Jerez de la Frontera (Andalucía, España).

## Localización
Está localizada junto a la estación de ferrocarril de Jerez de la Frontera, siendo remodelada en 2015

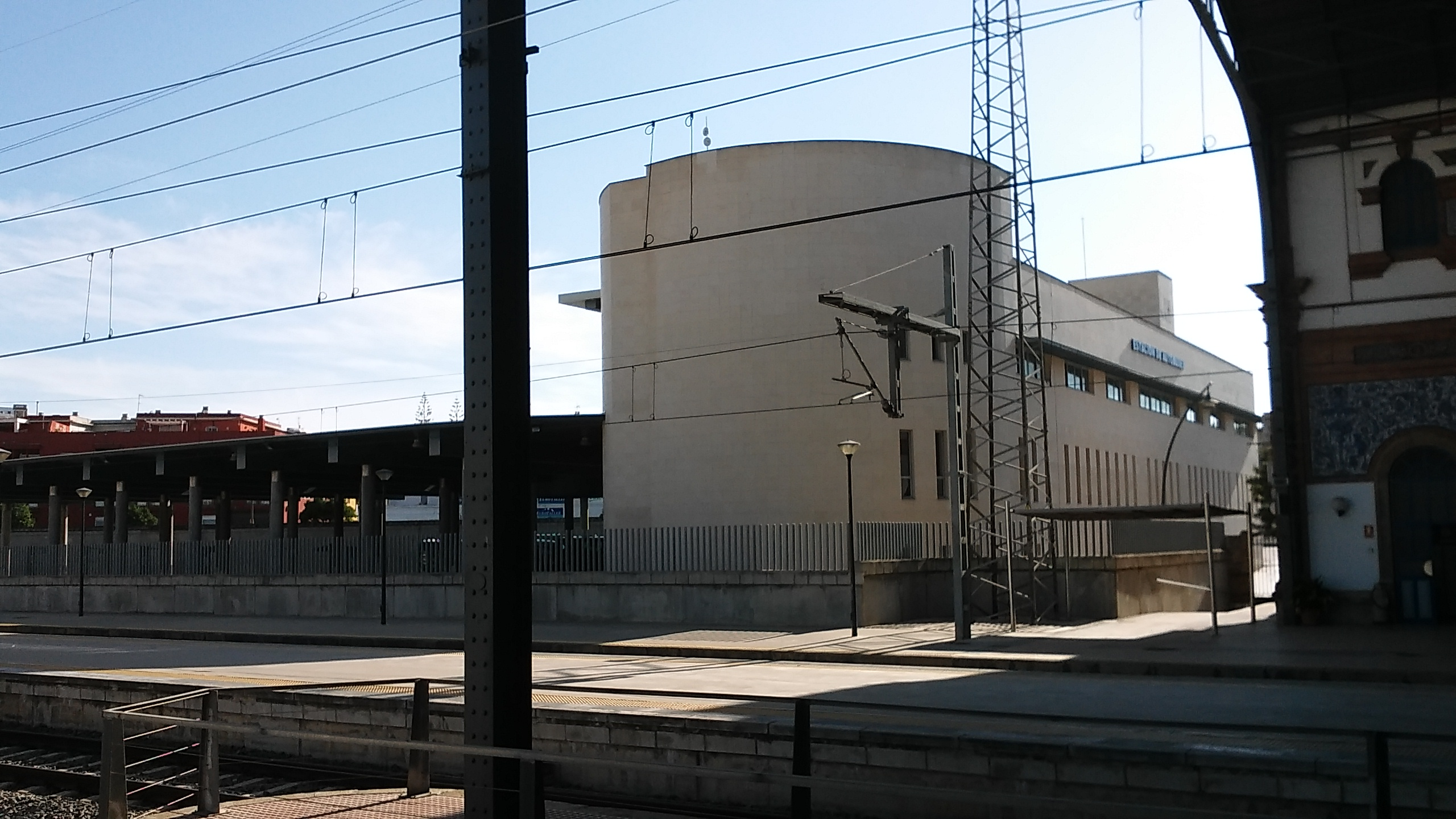
Lateral del edificio

## Historia
En la década del 2000 se edificó esta nueva estación. La anterior fue vendida por el Ayuntamiento de Jerez a una empresa privada por un precio supuestamente muy inferior al de mercado, lo que provocó una denuncia sobre el entonces alcalde Pedro Pacheco Herrera
En 2018, el Consorcio de Transportes de la Bahía de Cádiz y el Ayuntamiento de Jerez acuerdan hacer obras de mejora en la estación.